# Parti libéral démocrate (Angola)
Pour les articles homonymes, voir Parti libéral démocrate.
Le Partido Liberal Democrático (Parti libéral démocrate) est un  parti politique angolais membre de l'Internationale libérale. Il fut fondé en 1983 par Anália de Victória Pereira, première femme angolaise à occuper des fonctions politiques de premier plan.